# Invicta

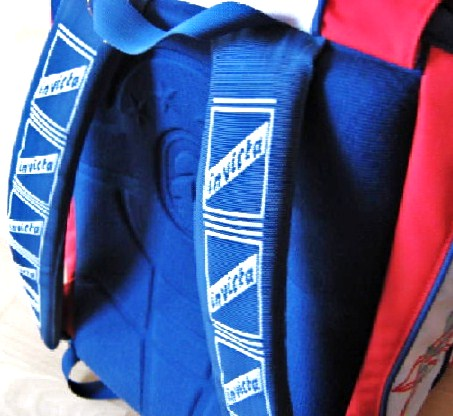
Uno zaino Invicta

La Invicta (dal neutro plurale dell'aggettivo latino invictus 'invincibile') è una azienda produttrice di borse e zaini italiana con sede a Leini, nella città metropolitana di Torino.

## Storia
Nasce in Inghilterra nel 1906 come azienda produttrice di sacchi per la marina militare e borse in juta, per poi passare nel 1921 a un artigiano torinese.
Nel corso degli anni sessanta l'azienda passa agli imprenditori torinesi Giovanni, Mario e Vincenzo Garrino che, in questa fase, la rendono nota per la produzione di accessori di alpinismo. Ma la vera popolarità viene raggiunta negli anni ottanta. In questo periodo infatti l'azienda Invicta raggiunge l'apice del suo successo con le collezioni di zaini scuola, principalmente destinati a una clientela giovanissima, facendoli diventare un vero e proprio oggetto di moda che caratterizzerà tutti gli anni ottanta e novanta.
Nel 1998 l'azienda acquisisce il marchio Diadora con cui successivamente si fonde spostando la propria sede a Caerano di San Marco in provincia di Treviso. Passano pochi anni e le cattive acque in cui naviga il gruppo Diadora-Invicta costringono l'azienda a cedere nel 2006 lo storico marchio torinese Invicta all'azienda concorrente Seven, anch'essa con sede a Torino e di proprietà della famiglia Di Stasio; tre anni dopo anche il marchio Diadora sarà ceduto dal curatore fallimentare alla finanziaria della famiglia Moretti Polegato, azionista di riferimento del gruppo montebellunese Geox.
Nel settore degli zainetti per la scuola il gruppo raggiunse il 60% del mercato.
Nel settembre 2018 la famiglia Di Stasio, con l'obiettivo di crescere sui mercati internazionali puntando sul lusso,  decide di fare entrare nel capitale del gruppo (con i marchi Seven, Invicta, Yub, Hoy) un socio finanziario, la Green Arrow Capital sgr, fondo di investimenti presieduto da Luisa Todini e guidato da Eugenio de Blasio. Nell'operazione, del valore di 70 milioni, il fondo avrà il 55% della Seven, parte della famiglia Di Stasio resterà con quote di minoranza.